# Orbanići (Marčana)
Orbanići is een plaats in de gemeente Marčana in de Kroatische provincie Istrië. De plaats telt 157 inwoners (2001).